# Peter Kenilorea

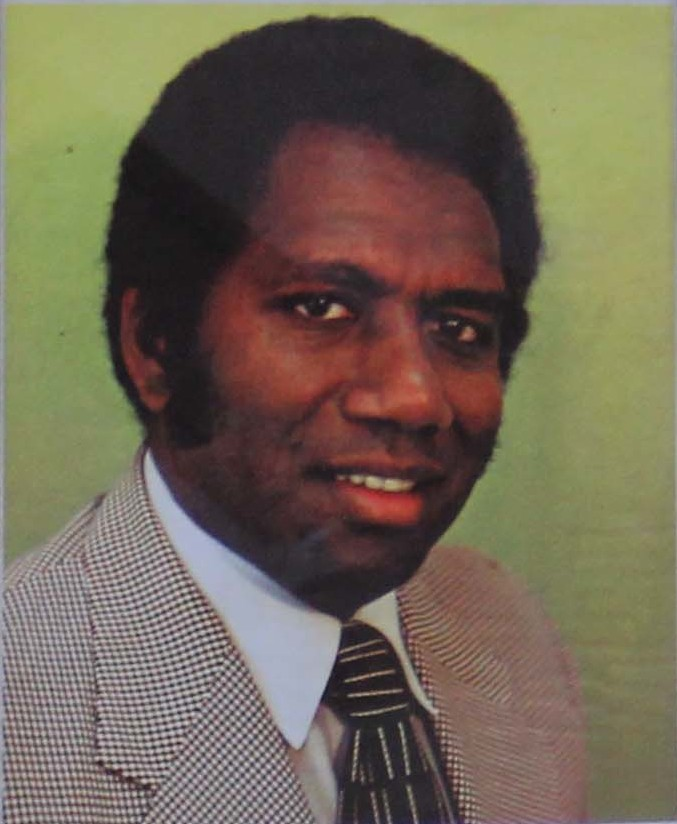
Kenilorea (1981)

Sir Peter Kenilorea KBE (* 23. Mai 1943 in Takataka auf Malaita, Salomonen; † 25. Februar 2016) war zweimal Premierminister der Salomonen.
Kenilorea wurde als Lehrer der South Seas Evangelical Church ausgebildet. Als junger Mann half er bei der Gründung der United Party der Salomonen. Er wurde chief minister im Jahre 1976 und half bei der Unabhängigkeit von Großbritannien im Jahre 1978. Er wurde Premierminister bis 1981 und dann erneut von 1984 bis 1986. Von 1988 bis 1989 und von 1990 bis 1993 war er Außenminister der Salomonen. Er war auch danach weiter in der Politik aktiv; zuletzt war er Sprecher des Parlaments und Vorsitzender der Kommission zur Friedenskontrolle für Malaita Island, nachdem im Jahr 2000 dort Unruhen ausgebrochen waren. Im Jahr 2004 gab es einen Versuch, ihn zum Generalgouverneur zu wählen, aber er erhielt nur 8 von 41 Stimmen.